# Cesare Magni
Cesare Magni ou Magno, né vers 1495 à Milan et mort en 1534 dans la même ville, est un peintre lombard léonardesque. 

## Biographie
Cesare Magni est le fils illégitime de Francesco Magni, un notable milanais.
Influencé par Borgognone et Bramantino, Magni est un suiveur de Cesare da Sesto. Il a réalisé et signé une copie de La Cène de Léonard de Vinci qui se trouve à la pinacothèque de Brera.
Son œuvre est documentée dans les années 1530.

## Œuvres
- Madonna e santi (1530), pinacothèque Ambrosienne[2]
- Crocifissione (1531), cathédrale de Vigevano[2]
- Madonna e santi (1531), Codogno, San Biagio[2]
- Fresques avec saint Martin et saint Georges (1533), Saronno, Santa Maria dei miracoli[2]
- Sainte Famille avec sainte Élisabeth et saint Jean-Baptiste, Attingham Park, Shropshire[3]
- Pietà[4]
- Vierge à l'Enfant[4]

## Galerie

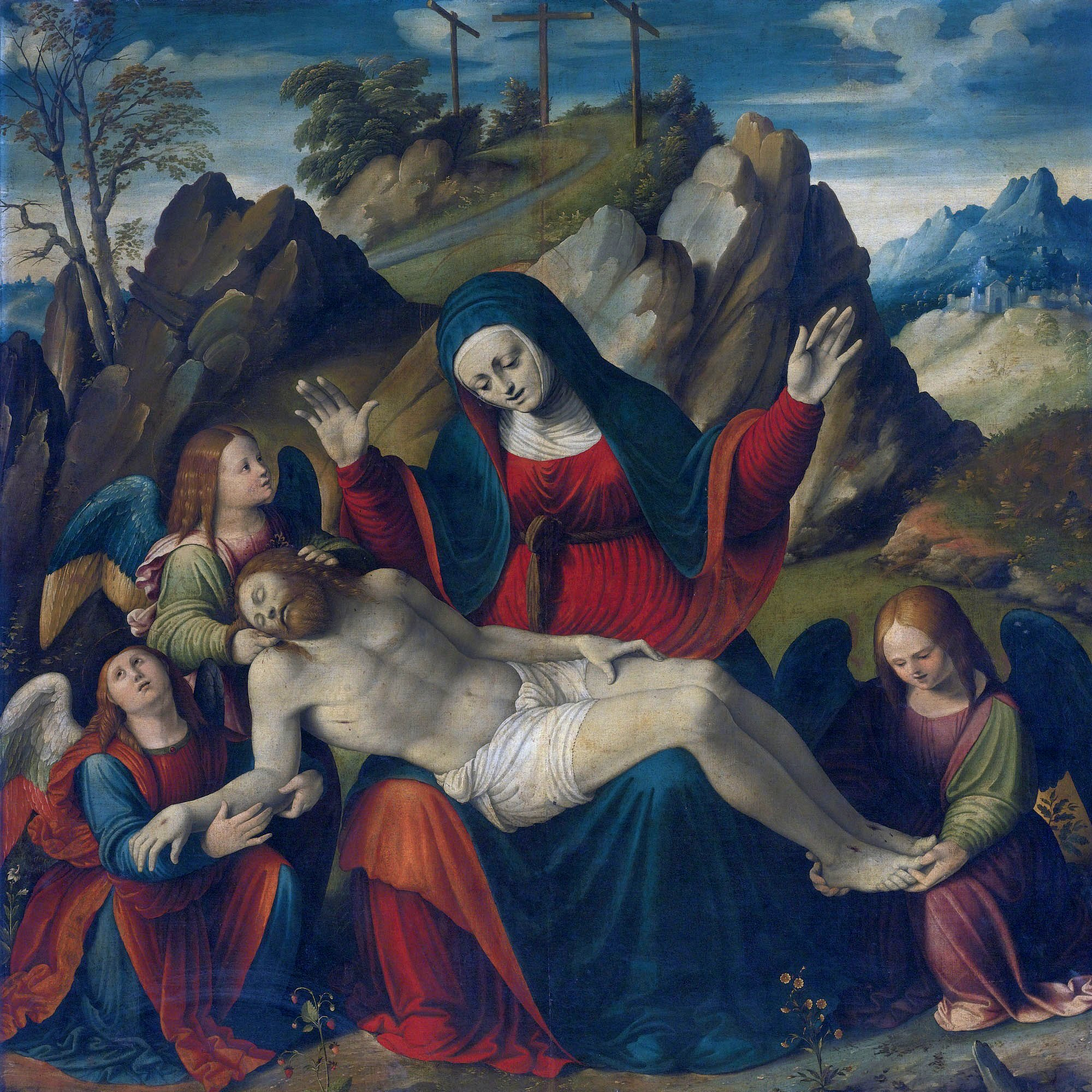
Pietà
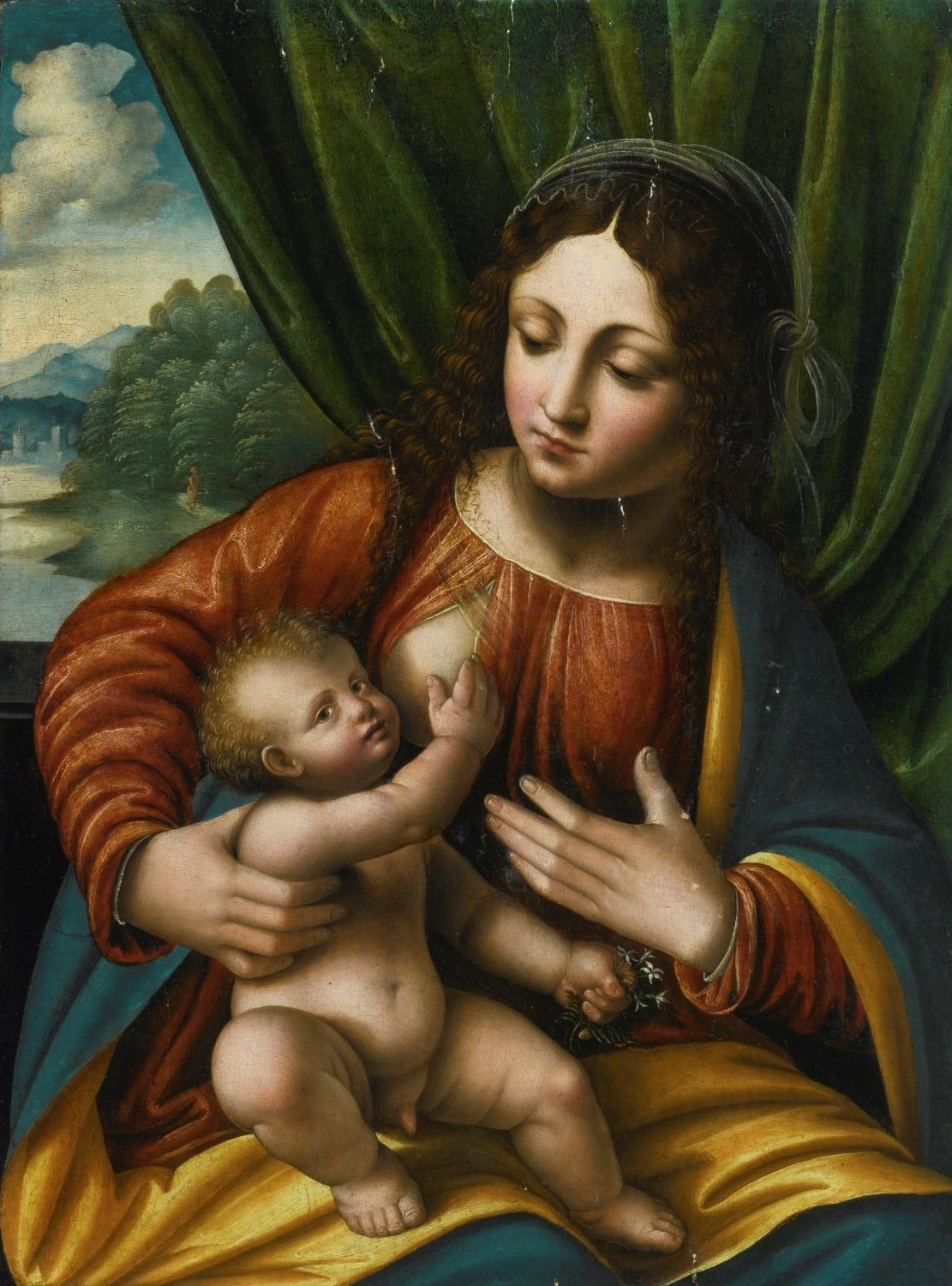
Vierge à l'Enfant